# Parábola del buen samaritano

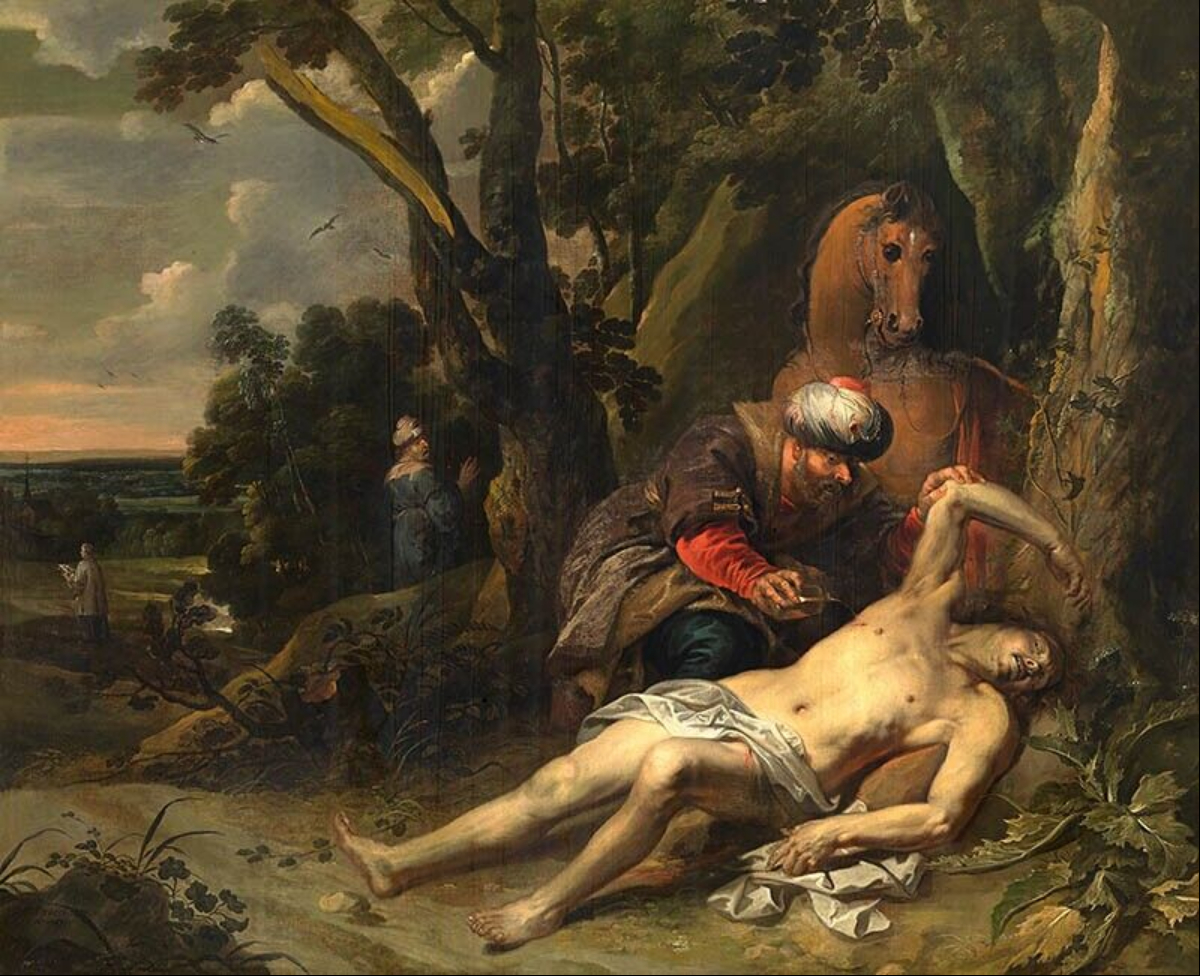
El buen samaritano (1647), óleo sobre lienzo de Balthasar van Cortbemde (1612-1663), muestra al samaritano atendiendo al hombre herido mientras que el levita y el sacerdote se alejan a la distancia.

La parábola del buen samaritano es una de las parábolas de Jesús más conocidas, relatada en el Evangelio de Lucas, capítulo 10, versículos 25-37. Se la considera una de las parábolas más realistas y reveladoras del método didáctico empleado por Jesús de Nazaret, un ejemplo expresivo e incisivo de su mensaje exigente.
Presenta el tono que caracteriza a las llamadas parábolas de la misericordia propias del Evangelio de Lucas. La parábola es narrada por el propio Jesús a fin de ilustrar que la caridad y la misericordia son las virtudes que guiarán a los hombres a la piedad y la santidad. Enseña también que cumplir el espíritu de la ley, el amor, es mucho más importante que cumplir la letra de la ley. En esta parábola, Jesús amplía la definición de prójimo.
La elección de la figura de un samaritano, considerado un herético para los sectores más ortodoxos de la religión hebrea, sirve para redefinir el concepto de prójimo que se manejaba entonces. Jesús, mediante esta parábola muestra que la fe debe manifestarse a través de las obras, revolucionando el concepto de fe en la vida religiosa judía, entre los cuales resaltaban grupos como el de los fariseos a quienes Jesús llama «hipócritas» en varias ocasiones por su excesivo apego a la letra de la ley y su olvido por cumplir el espíritu de la ley.
El contraste establecido entre los prominentes líderes religiosos inmisericordes y el samaritano misericordioso, es un recordatorio a los maestros de la ley (como es el caso del interlocutor de Jesús) de que estaban olvidando el principio de la verdadera religión. Jesús emplea un personaje despreciado por ellos para mostrarles su error.

## La historia

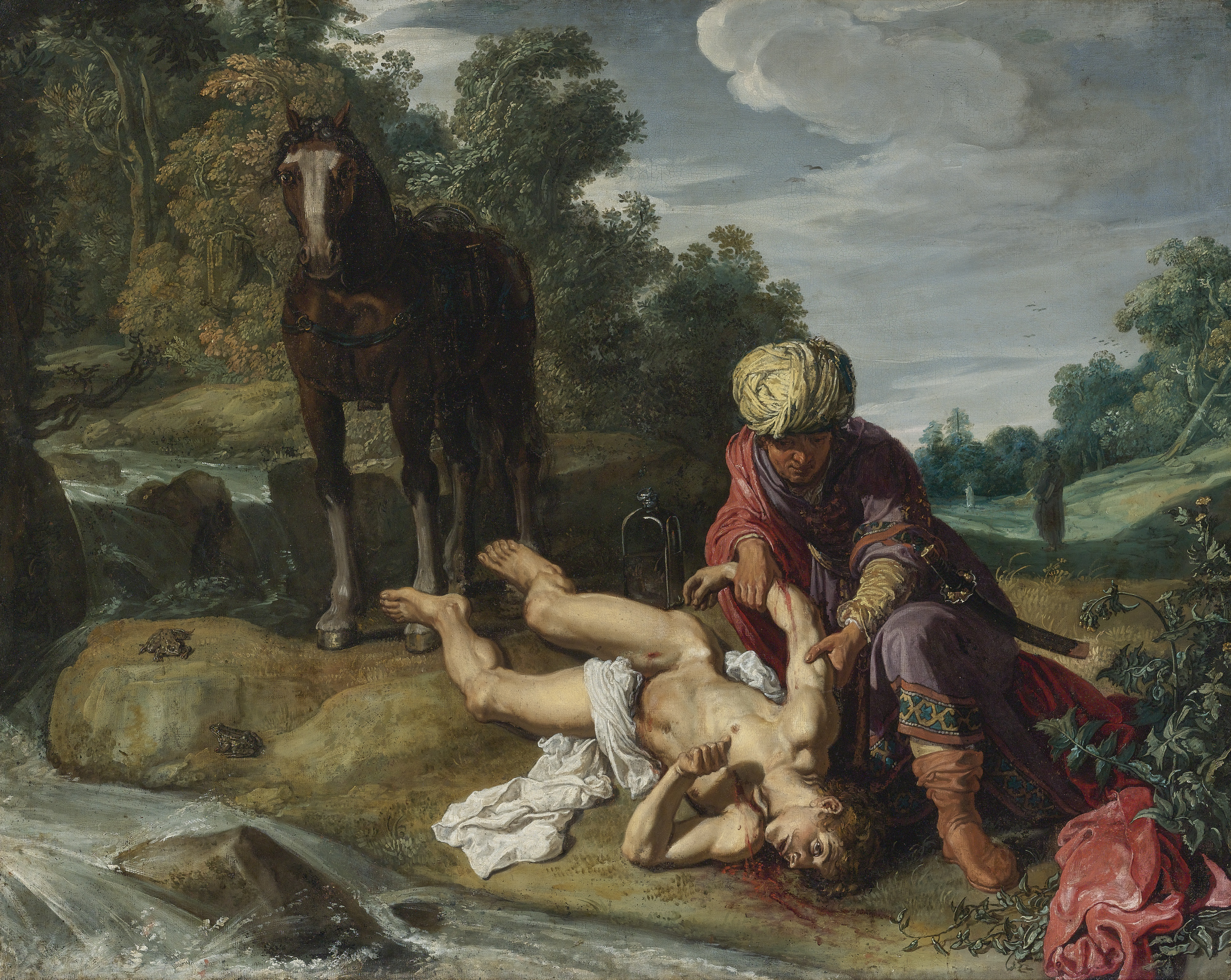
El buen samaritano atendiendo las heridas del viajero (c. 1612-1615), óleo sobre lienzo de Pieter Lastman (1583-1633).

La narración comienza cuando un doctor de la ley le preguntó a Jesús con ánimo de ponerlo a prueba qué debía hacer para obtener la vida eterna. Jesús, en respuesta, le preguntó al doctor qué está escrito en la ley de Moisés. El legista respondió con dos citas de la Biblia: «amarás al Señor tu Dios con todo tu corazón, con toda tu alma y con todas tus fuerzas» (Deuteronomio 6, 5) y la ley paralela «amarás a tu prójimo como a ti mismo» (Levítico 19, 18). Jesús le dijo que había respondido correctamente y lo invitó a comportarse en consecuencia. En ese punto, el doctor de la ley formuló otra pregunta a Jesús para justificar su interpelación previa, la que dio lugar a la enunciación de la parábola.

29Pero él (el legista), queriendo justificarse, dijo a Jesús: «Y, ¿quién es mi prójimo?» 30Jesús respondió: «Bajaba un hombre de Jerusalén a Jericó, y cayó en manos de salteadores, que, después de despojarle y golpearle, se fueron dejándole medio muerto. 31Casualmente, bajaba por aquel camino un sacerdote y, al verlo, dio un rodeo. 32De igual modo, un levita que pasaba por aquel sitio lo vio y dio un rodeo. 33Pero un samaritano que iba de camino llegó junto a él, y al verlo tuvo compasión; 34y, acercándose, vendó sus heridas, echando en ellas aceite y vino; y montándolo sobre su propia cabalgadura, lo llevó a una posada y cuidó de él. 35Al día siguiente, sacando dos denarios, se los dio al posadero y dijo: "Cuida de él y, si gastas algo más, te lo pagaré cuando vuelva." 36¿Quién de estos tres te parece que fue prójimo del que cayó en manos de los salteadores?» 37El doctor dijo: «El que practicó la misericordia con él.» Jesús le dijo: «Vete y haz tú lo mismo.»
Evangelio de Lucas 10, 29-37. Biblia de Jerusalén

Es de notar que Jesús no definió, tal como pretendía el doctor de la ley, quién es el prójimo: solo preguntó quién obró como prójimo del herido. Por la respuesta del legista queda implícito que se considera «prójimo» a todo aquel que obra compasivamente con otro hombre, es decir, la definición se da en función de la obra. Asimismo, el legista no respondió a Jesús directamente («el samaritano»), sino indirectamente, al decir «el que tuvo compasión de él», lo que en general se interpreta como una dificultad de su parte en reconocer que no fueron el sacerdote o el levita quienes observaron el espíritu de la ley sino alguien que, en el ambiente judío, era considerado un hereje, un paria.

## Estructura del pasaje
El pasaje del Evangelio de Lucas —mostrativo del método didáctido usado por Jesús de Nazaret— consta de los siguientes elementos:
1. Pregunta de un maestro de la ley (Lucas 10, 25)
2. Contrapregunta de Jesús (Lucas 10, 26)
3. Respuesta del maestro de la ley (Lucas 10, 27)
4. Mandato de Jesús (Lucas 10, 28)
5. Nueva pregunta del maestro de la ley (Lucas 10, 29)
6. Contrapregunta de Jesús que contiene la parábola del buen samaritano (Lucas 10, 30-36)
7. Respuesta del maestro de la ley (Lucas 10, 37)
8. Mandato de Jesús (Lucas 10, 37).

## Contexto geográfico: el camino de Jerusalén a Jericó

Mapa de Palestina en la época de Jesús. Jericó se encuentra al norte del Mar Muerto, Jerusalén hacia el oeste.

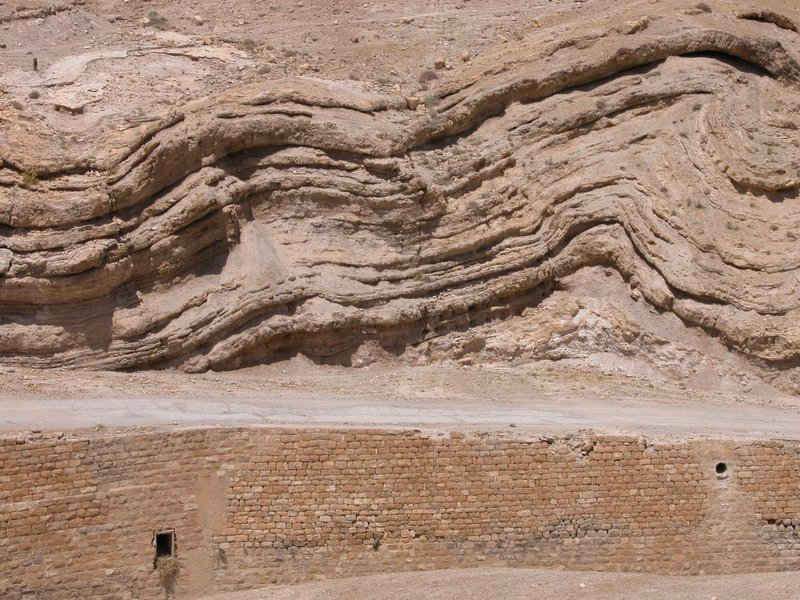
El camino de Jerusalén a Jericó.

En la época de Jesús, era notorio el peligro y la dificultad que caracterizaba al camino de Jerusalén a Jericó, conocido como «Camino de Sangre», en razón de la sangre que allí se derramaba, de las muertes que ocurrían por causa de los ladrones. El camino se iniciaba a unos 750 metros sobre el nivel del mar, y bajaba unos mil metros hasta alcanzar Jericó, en el valle del Jordán, a 258 metros bajo el nivel del mar.
En su último discurso, pronunciado el 3 de abril de 1968 —el día anterior a su asesinato— y popularizado bajo el título I've Been to the Mountaintop (He estado en la cima de la montaña), Martin Luther King describió el camino de Jerusalén a Jericó de la siguiente manera:

Recuerdo cuando la señora King y yo estuvimos por primera vez en Jerusalén. Alquilamos un automóvil y fuimos de Jerusalén a Jericó. Y tan pronto como llegamos a ese camino le dije a mi esposa: «Puedo ver por qué Jesús usó esto como el escenario de su parábola». Es un camino sinuoso, serpenteante. Es realmente propicio para emboscar. [...] Ese es un camino peligroso. En los días de Jesús, vino a ser conocido como el «sendero sangriento». Y usted sabe, es posible que el sacerdote y el levita miraran por encima del hombre tirado en el suelo y se preguntaran si los ladrones todavía estaban en los alrededores. O es posible que ellos sintieran que el hombre en la tierra solo estaba fingiendo, que estaba actuando como si le hubieran robado y herido con el fin de capturarlos, de atraerlos para una incautación rápida y fácil. Y así, la primera pregunta que el sacerdote se hizo, la primera pregunta que el levita se hizo fue: «Si me detengo a ayudar a este hombre, ¿qué me va a pasar?» Pero luego, el samaritano vino a él. E invirtió la pregunta: «Si no me detengo a ayudar a este hombre, ¿qué va a pasar con él?»

## Personajes de la parábola

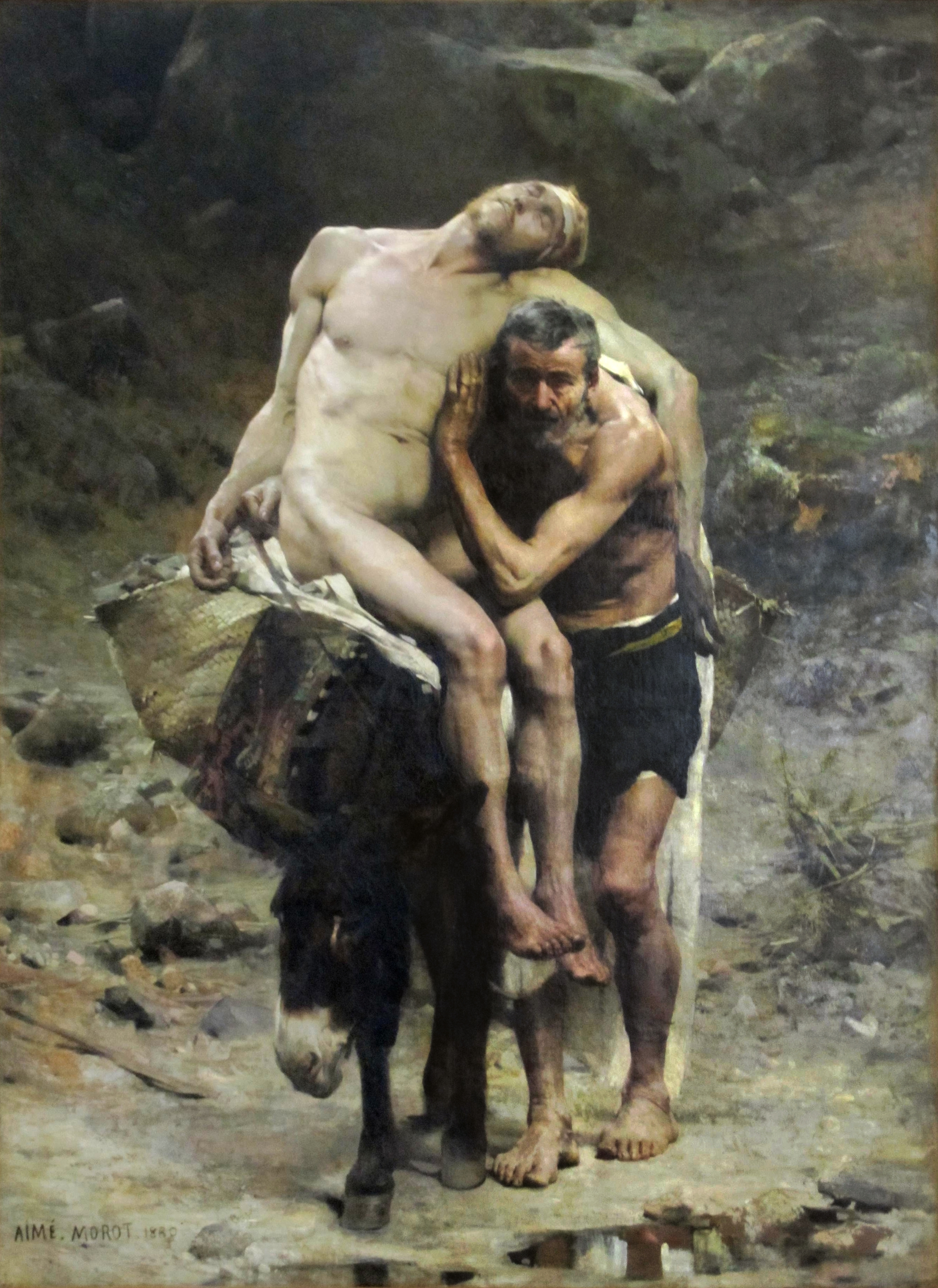
El buen samaritano (1880), óleo sobre lienzo de Aimé Morot (1850-1913).

### El sacerdote y el levita
El sacerdote y el levita son los dos personajes que primero pasan por delante del judío apaleado y lo ignoran, siguiendo su camino. En el caso del sacerdote, el texto señala explícitamente que «bajaba por aquel camino», es decir, que también iba hacia Jericó. La ley establecía que quien tocara un cadáver ensangrentado quedaría impuro hasta la noche, y alguien impuro no podía participar de los rituales religiosos. Más aún, según las palabras de Levítico 21, 1-4, al sacerdote le estaba prohibido todo contacto con un cadáver, no solo antes del servicio del templo sino también en la vida cotidiana, salvo que se tratara de los restos de parientes más próximos. Si el levita iba, como el sacerdote (Lucas 10, 31), de Jerusalén a Jericó, entonces nada le impedía tocar a un «muerto en el camino». Joachim Jeremias señala que, si se quiere dar a sus reparos un motivo ritual, se ha de aceptar que iba de camino hacia Jerusalén al servicio en el templo. El texto (v. 32) no excluye esta hipótesis. Sin embargo, surge una nueva dificultad: las secciones (sacerdotes, levitas, laicos) que cada semana hacían su servicio acostumbraban a subir en grupo a Jerusalén, y no solos. Por eso, la hipótesis de los reparos rituales del levita es difícil de sostener, porque tendría que ir retrasado (para justificar que fuera de forma solitaria) o porque tendría que pertenecer a los pocos archilevitas que prestaban servicio constantemente en el templo.
Karris señaló: «Estos dos destacados representantes de la observancia de la ley no ayudan al hombre que había sido totalmente despojado y se encontraba aparentemente muerto, por temor a contaminarse». Y siguiendo esa interpretación, el simbolismo del sacerdote y el levita no es de impiedad ni de crueldad, sino de anteponer formalismos rituales a la misericordia y el perdón. Esta imagen de la balanza entre el espíritu de la ley y la letra de la ley es uno de los pilares de la enseñanza de Jesús, y también del Antiguo Testamento: «misericordia quiero y no sacrificios» (Oseas 6,6).
Con todo, Joachim Jeremias sugirió que Jesús no necesariamente tenía a la vista el precepto saduceo que prohibía estrictamente al sacerdote impurificarse tocando un «muerto en el camino»; quizá quería simplemente describir al sacerdote y al levita como «insensibles y cobardes», sin compasión e indiferentes frente al dolor de los demás.

### El samaritano

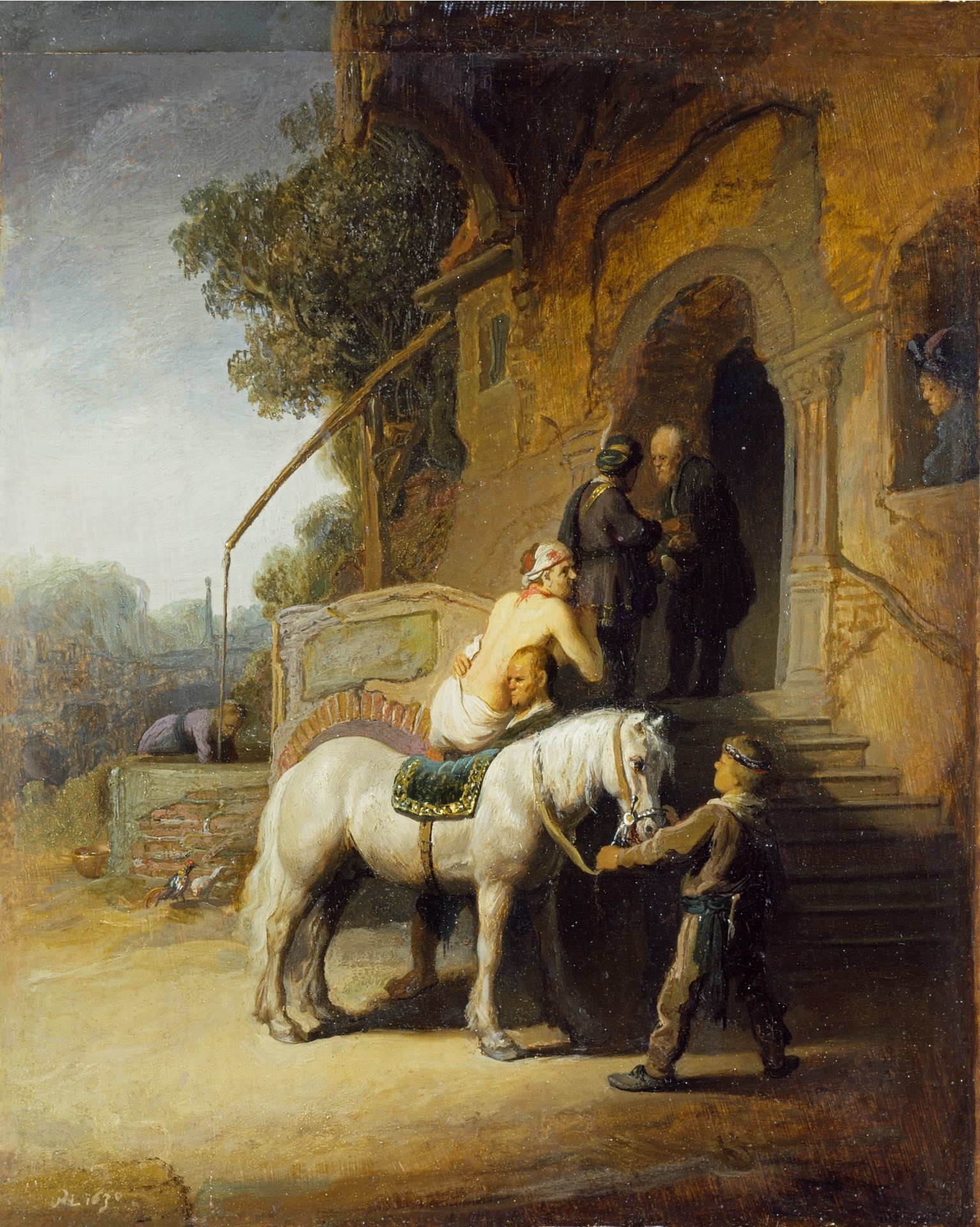
El Buen Samaritano (1630), óleo sobre tabla de Rembrandt (1606-1669), muestra al buen samaritano haciendo arreglos con el posadero.

La imagen del samaritano como el piadoso salvador del judío apaleado constituye toda una fragua al concepto de «prójimo». Los samaritanos y los judíos constituían rivales irreconciliables; unos a otros se consideraban herejes. Los judíos fundamentaban sus razones en que los samaritanos hacían su culto en el monte Garizim (o Gerizim) en lugar del Templo de Jerusalén. Además, solamente aceptaban a Moisés como profeta, y no reconocían la tradición oral del Talmud, el libro de los Profetas ni el de los Escritos. Por su parte, los samaritanos odiaban a los judíos por las veces que estos habían destruido y profanado el santuario de Garizim.

Ciertamente no están mencionados sin intención el sacerdote y el levita. A buen seguro que tampoco es casual atribuir al hombre misericordioso condición de samaritano. Todo ello está muy deliberadamente escogido para subrayar la nueva noción de prójimo que Jesús quiere promulgar. Porque esta es la escueta y acerada enseñanza de su parábola: el amor al prójimo es hacer esto, y el prójimo es éste, un samaritano, un extraño.
José María Cabodevilla

## Enseñanza fundamental

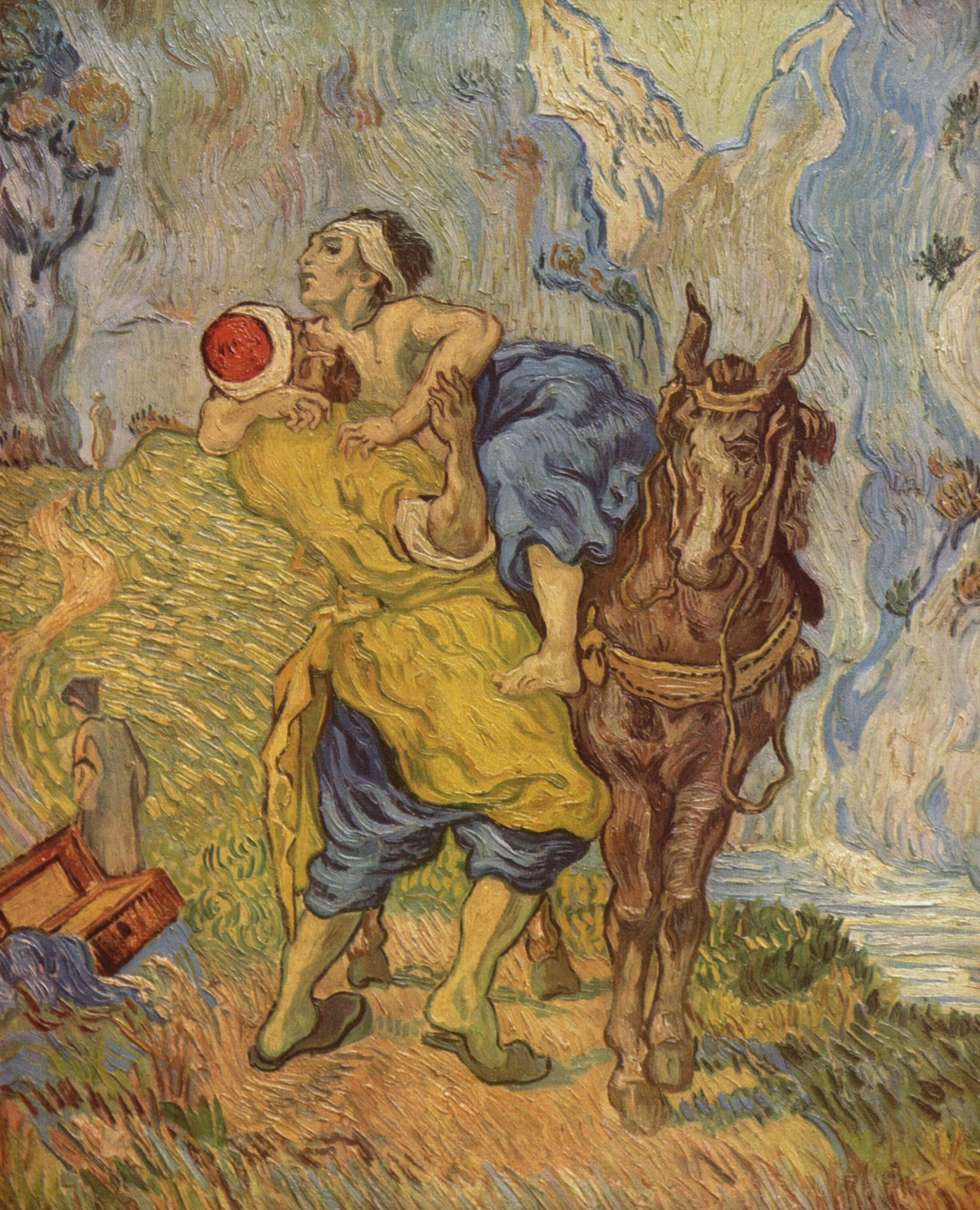
El buen samaritano (después de Delacroix) (1890), óleo sobre lienzo de Vincent van Gogh.

El pasaje, presenta dos significados:
1. Una lección de misericordia hacia los necesitados, y
2. un anuncio de que los no judíos pueden también observar la ley y, en consecuencia, entrar en la vida eterna.[4]

Jesús no hace distinciones entre los hombres en este aspecto: todos son «prójimos», sin importar nacionalidad, religión, ni ideas políticas; porque prójimo es sinónimo de próximo, cercano. Asimismo, el sujeto tampoco reconoce límites, significando que la práctica del mandamiento del amor es para todos.

Jesús escoge a un samaritano para ilustrar el concepto de un sujeto cuya extensión es ilimitada.
Raymond Edward Brown

En efecto, el objetivo de la parábola es «detener la atención del lector para obligarlo a imitar el comportamiento de un paria, de un samaritano».

## Simbología e importancia

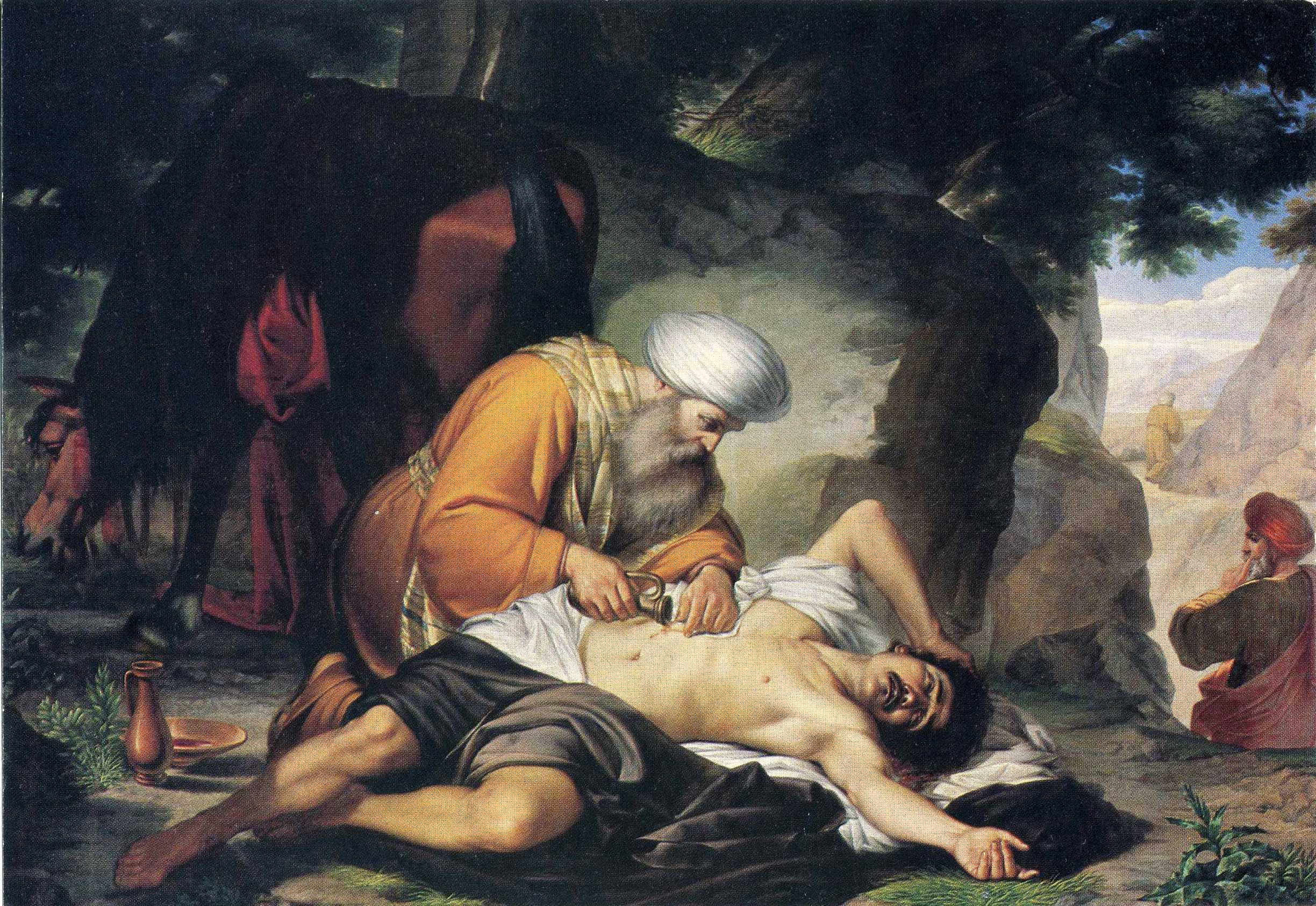
La parábola del buen samaritano, por Giacomo Conti (1813-1888).

Esta parábola es una de las más famosas del Nuevo Testamento, y su influencia es tal que el significado actual de samaritano en la cultura occidental es el de una persona generosa y dispuesta a ofrecer ayuda a quien sea que lo requiera. El «buen samaritano» se convirtió en símbolo típico de la fraternidad humana y del humanitarismo. Más aún, se considera la parábola del buen samaritano como uno de los criterios bíblicos para la fundamentación y el trabajo por los derechos humanos.